# John Brown Museum
Il John Brown Museum, noto anche come John Brown State Historic Site e John Brown Cabin, si trova a Osawatomie nel Kansas. Il sito è gestito dalla "Kansas Historical Society" e comprende la capanna del reverendo Samuel Adair e di sua moglie Florella, che era la sorellastra dell'attivista John Brown (attivista).
Brown visse nell'abitazione durante i venti mesi trascorsi in zona durante il Bleeding Kansas e da qui condusse molte delle sue attività a favore dell'abolizionismo negli Stati Uniti d'America. Le esposizioni del museo narrano la sua storia, quella della famiglia Adairs e degli abolizionisti locali, e comprendono la capanna di tronchi originale, gli arredi e gli oggetti della famiglia Adair e gli artefatti della Guerra di secessione americana.